# SS Rotterdam
O SS Rotterdam foi um navio transatlântico operado pela Holland America Line. Ele foi construído pela Rotterdam Drydock Company em 1956. Ele é o maior transatlântico já construído na história da Holanda. O Rotterdam está atualmente em posse da Steamship Rotterdam Foundation como hotel flutuante.

## Características gerais
O Rotterdam foi concebido após o sucesso do SS Niuew Amsterdam, ele possuía 228 metros de comprimento e deslocou 31, 350 toneladas. Seus interiores foram projetados pelo design de interiores Van Tienhoven, e muitos outros arquitetos.

## Histórico de serviço

### Primeiros anos
Após sua conclusão, em 1958, Rotterdam fez sua primeira viagem transatlântica de Rotterdam, Holanda a Nova Iorque, Estados Unidos. Em sua campanha foi chamado de "O navio de amanhã... Hoje!". Sua construção, término e viagem marcaram um novo padrão para os próximos navios holandeses.

### Última viagem como transatlântico e conversão para cruzeiro
Com o advento do avião as viagens transatlânticas se tornaram um luxo desnecessário, lento e caro demais, se comparado as viagens aéreas. Como resultado, ele foi desativado e convertido em um navio de cruzeiro em 1971 exigindo poucas mudanças para isso.
Rotterdam foi muito popular como navio de cruzeiro, realizando cruzeiros mundiais e cruzeiros para o Caribe. Permaneceu nessa função até 2010 quando foi aposentado e atracado permanentemente em Rotterdam como navio museu e hotel flutuante.

## Legado
Mesmo aposentado, Rotterdam permanece como o maior transatlântico construído na história dos Países Baixos sendo muito popular durante seus vários anos de serviço.